# Saint-Aubin-sur-Gaillon
Pour les articles homonymes, voir Saint-Aubin.
Saint-Aubin-sur-Gaillon est une commune française située dans le département de l'Eure, en région Normandie.

## Géographie

### Localisation
Saint-Aubin-sur-Gaillon est située sur le plateau de Madrie, au sud de Gaillon, sur la route d'Évreux aux Andelys.
|                                                                                   | Gaillon                                |                                                  |
| Saint-Julien-de-la-Liègue Clef-Vallée-d'Eure (comm. dél. d'Écardenville-sur-Eure) | Saint-Aubin-sur-Gaillon                | Saint-Pierre-la-Garenne Saint-Pierre-de-Bailleul |
| Autheuil-Authouillet                                                              | Champenard, Sainte-Colombe-près-Vernon | Villez-sous-Bailleul                             |

### Voies de communication et transports

#### Voies routières
Saint-Aubin-sur-Gaillon est traversée par la D316 de l'axe Évreux - Les Andelys. La D65 de l'axe Herqueville - Croisy-sur-Eure emprunte la rue de Pacy. Au sud, c'est la D75 de l'axe Ailly - Douains et au-delà, jusqu'à la N13, qui matérialise la limite avec Champenard.
L'accès routier à la commune par la D6015 est praticable en empruntant les routes communales 128 et 16 en direction respective des hameaux de Couvicourt et Habloville.
Enfin, le territoire est traversé par l'A13. Le double échangeur 17 se situe au point kilométrique 84.
En outre, l'aire de repos de Beauchêne doit son nom à la propriété citée infra.

### Hydrographie
La commune est située dans le bassin Seine-Normandie. Elle est drainée par le Ru, le ruisseau d'Autheuil, la Fausse Raie, le fossé 02 de la commune de Saint-Aubin-sur-Gaillon, le Ru de la Côte Saint-Gilles, le Ru de la Fontaine Bray, le Ru Sergent et le ruisseau de Grammont,,.

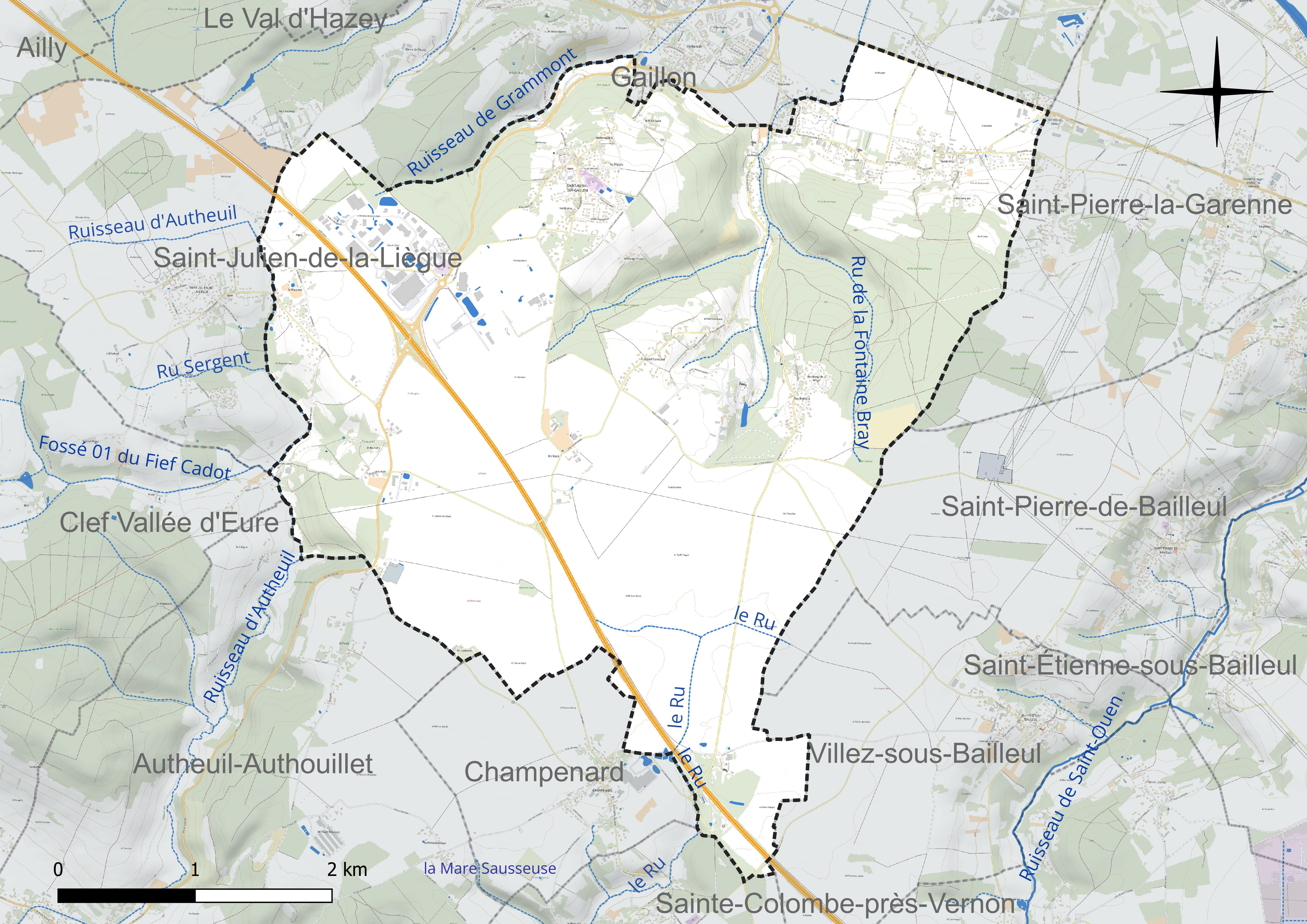
Réseau hydrographique de Saint-Aubin-sur-Gaillon.

### Climat
Pour des articles plus généraux, voir Climat de la Normandie et Climat de l'Eure.
En 2010, le climat de la commune est de type climat océanique dégradé des plaines du Centre et du Nord, selon une étude du CNRS s'appuyant sur une série de données couvrant la période 1971-2000. En 2020, Météo-France publie une typologie des climats de la France métropolitaine dans laquelle la commune est exposée à un climat océanique et est dans une zone de transition entre les régions climatiques « Sud-ouest du bassin Parisien » et « Côtes de la Manche orientale ». Parallèlement le GIEC normand, un groupe régional d’experts sur le climat, différencie quant à lui, dans une étude de 2020, trois grands types de climats pour la région Normandie, nuancés à une échelle plus fine par les facteurs géographiques locaux. La commune est, selon ce zonage, exposée à un « climat des plateaux abrités », correspondant aux plaines agricoles de l’Eure, avec une pluviométrie beaucoup plus faible que dans la plaine de Caen en raison du double effet d’abri provoqué par les collines du Bocage normand et par celles qui s’étendent sur un axe du Pays d'Auge au Perche.
Pour la période 1971-2000, la température annuelle moyenne est de 10,4 °C, avec  une amplitude thermique annuelle de 14,1 °C. Le cumul annuel moyen de précipitations est de 669 mm, avec 11,2 jours de précipitations en janvier et 7,9 jours en juillet. Pour la période 1991-2020, la température moyenne annuelle observée sur la station météorologique la plus proche, située sur la commune de Muids à 9 km à vol d'oiseau, est de 12,0 °C et le cumul annuel moyen de précipitations est de 609,1 mm,. Pour l'avenir, les paramètres climatiques de la commune estimés pour 2050 selon différents scénarios d’émission de gaz à effet de serre sont consultables sur un site dédié publié par Météo-France en novembre 2022.

## Urbanisme

### Typologie
Au 1er janvier 2024, Saint-Aubin-sur-Gaillon est catégorisée commune rurale à habitat dispersé, selon la nouvelle grille communale de densité à 7 niveaux définie par l'Insee en 2022.
Elle appartient à l'unité urbaine de Gaillon, une agglomération intra-départementale dont elle est une commune de la banlieue,. La commune est en outre hors attraction des villes,.

### Occupation des sols
L'occupation des sols de la commune, telle qu'elle ressort de la base de données européenne d’occupation biophysique des sols Corine Land Cover (CLC), est marquée par l'importance des territoires agricoles (66,2 % en 2018), en diminution par rapport à 1990 (75,1 %). La répartition détaillée en 2018 est la suivante : 
terres arables (50,7 %), forêts (23,5 %), zones agricoles hétérogènes (11,2 %), zones urbanisées (5,7 %), zones industrielles ou commerciales et réseaux de communication (4,6 %), prairies (4,3 %), milieux à végétation arbustive et/ou herbacée (0,1 %). L'évolution de l’occupation des sols de la commune et de ses infrastructures peut être observée sur les différentes représentations cartographiques du territoire : la carte de Cassini (XVIIIe siècle), la carte d'état-major (1820-1866) et les cartes ou photos aériennes de l'IGN pour la période actuelle (1950 à aujourd'hui).

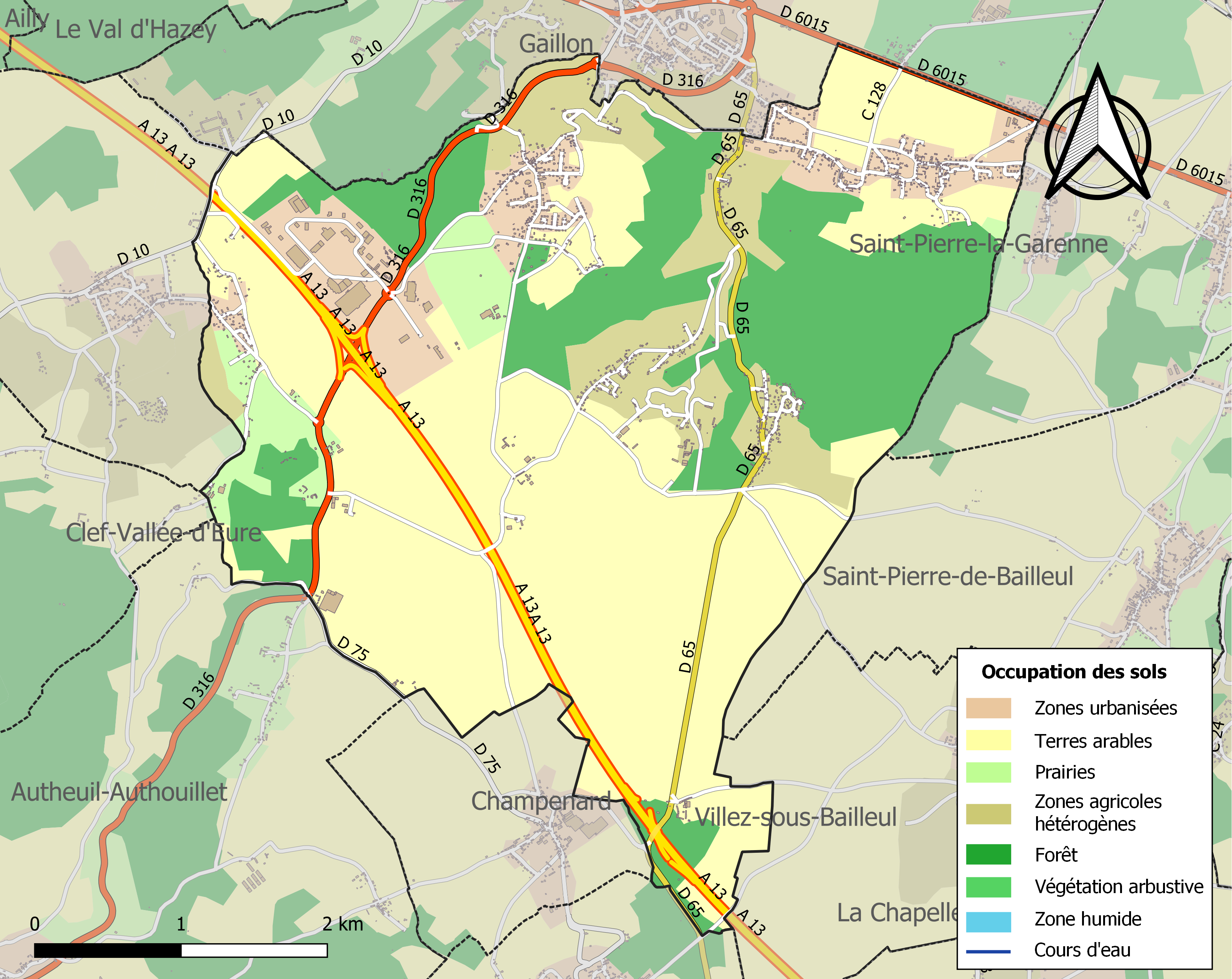
Carte des infrastructures et de l'occupation des sols de la commune en 2018 (CLC).

## Économie

### Secteurs d'activités
La zone d'activités des Champs Chouette est implantée sur la commune.
Le site internet de la CCEMS comporte l'ensemble des activités hébergées sur cette zone de 23 hectares située à proximité du double échangeur 17 de l’autoroute A13. Créée en 2004, elle accueille une vingtaine d’entreprises.

## Toponymie
Le nom du village est attesté, anciennement sous les formes latinisées Sanctus Albinus de Rothoriis en 1179 (charte de Rotrou, archevêque de Rouen), Sanctus Albinus de Gaillon dès 1207 (archives de l’Eure), ensuite Sanctus Albinus de Gallon en 1264 (cartulaire de Philippe d’Alençon) et Sanctus Albinus de Gallone en 1267 (grand cartulaire de Saint-Taurin), Sanctus Albinus juxta Gaillon en 1280, puis Saint Aubin jouste Gaillon et Saint Aubin de lez Gaillon en 1294 (cartulaire de Saint-Wandrille). À la Révolution, il prend le nom de La-Montagne.

Il n'est pas sûr que la première forme se rapporte à ce lieu.
Saint-Aubin est un hagiotoponyme, la paroisse et l'église sont dédiées à saint Aubin d'Angers. Il s'agit d'un des nombreux lieux du département de l'Eure composés avec le nom de cet évêque.
Gaillon est une des communes limitrophes.

## Histoire
Le sol de Saint-Aubin-sur-Gaillon recèle des vestiges gallo-romains, thermes et petits temples situés aux Motelles, à l'ouest de l'église Saint-Aubin.
En 1205, Barthélemy Cadoc, neveu de Lambert Cadoc, seigneur de Gaillon, est curé à Saint-Aubin-sur-Gaillon.
Charpillon fait mention de Guillaume des Rothoirs à la fin du XIIIe siècle. De même qu'un fief Cadot tenu par les héritiers de Jehan-le-Velu en 1562.
Les registres paroissiaux témoignent d'une grande densité nobiliaire au XVIIe siècle, sans doute du fait de la grande proximité avec Gaillon. Demeurent alors à Saint-Aubin-sur-Gaillon les Chevestre ou Sevestre, seigneurs de Beauchesne ; les Coëtlogon, sieur de Carville, Jeufosse, Le Manoir, Les Rotoirs, Les Bucquets et Les Boullais ; les Gueré, seigneurs de Courcelles-sur-Seine et de Launay ; les Le Prévost, seigneurs de Boislaunay ; les Manneville, seigneurs de Montmérel ; les Trevet, seigneurs de Couvicourt ; et s'y trouvent plus épisodiquement les Hallé, seigneurs de Clerbourg ; les Le Coq, sieurs et barons de La Plesse ; et enfin les Saint-Paul, seigneurs de Fourneaux et de Jeufosse.
1829 : plan parcellaire terminé (pas de date précise), en quinze planches.
1857 : procès tenu au tribunal criminel d'Évreux, retentissant en France entière - il s'agit de l’affaire de Jeufosse, un homicide commis dans le jardin du château de Jeufosse.

## Politique et administration
| Période                                  | Période                   | Identité            | Étiquette | Qualité |
| ---------------------------------------- | ------------------------- | ------------------- | --------- | --- |
| Les données manquantes sont à compléter. |                           |                     |           | |
| 1818                                     | après 1858                | Jean-Jacques Malide |           | a signé l'acte de décès de Paul Émile Guillot, victime dans l'affaire de Jeufosse                                                                   |
| 1865                                     |                           | Mabille             |           | |
| 1876                                     |                           | Masson              |           | |
| 1896                                     |                           | Astolphe Grout      |           | |
| 1917                                     |                           | Bance               |           | |
| 1945                                     | 1949                      | Pierre Pirou        | SFIO      | Conseiller général du canton de Gaillon (1945 → 1949)                                                                                               |
| Les données manquantes sont à compléter. |                           |                     |           | |
| décembre 1978                            | 2005 (démission)          | Claude Nachtergaële | DVG       | Retraité de l'enseignement Conseiller général du canton de Gaillon-Campagne (1994 → 2008) 6e vice-président du conseil général de l'Eure (? → 2008) |
| 2005                                     | 23 mai 2020               | Nicole Drouillet    | DVD       | Cadre 8e vice-présidente chargée de la culture de la CCEMS Chevalier de la Légion d'honneur                                                         |
| 23 mai 2020                              | En cours (au 2 juin 2020) | Philippe Doom       | DVG       | Ancien cadre |

## Démographie
L'évolution du nombre d'habitants est connue à travers les recensements de la population effectués dans la commune depuis 1793. Pour les communes de moins de 10 000 habitants, une enquête de recensement portant sur toute la population est réalisée tous les cinq ans, les populations de référence des années intermédiaires étant quant à elles estimées par interpolation ou extrapolation. Pour la commune, le premier recensement exhaustif entrant dans le cadre du nouveau dispositif a été réalisé en 2008.

En 2022, la commune comptait 2 164 habitants, en évolution de +12,12 % par rapport à 2016 (Eure : −0,25 %, France hors Mayotte : +2,11 %).
| 1793  | 1800  | 1806  | 1821  | 1831  | 1836  | 1841  | 1846  | 1851  |
| ----- | ----- | ----- | ----- | ----- | ----- | ----- | ----- | ----- |
| 1 059 | 1 086 | 1 166 | 1 101 | 1 079 | 1 097 | 1 073 | 1 464 | 1 026 |

| 1856 | 1861 | 1866 | 1872 | 1876 | 1881 | 1886 | 1891 | 1896 |
| ---- | ---- | ---- | ---- | ---- | ---- | ---- | ---- | ---- |
| 936  | 876  | 868  | 810  | 846  | 803  | 790  | 750  | 746  |

| 1901 | 1906 | 1911 | 1921 | 1926 | 1931 | 1936 | 1946 | 1954 |
| ---- | ---- | ---- | ---- | ---- | ---- | ---- | ---- | ---- |
| 686  | 613  | 620  | 616  | 604  | 611  | 510  | 673  | 721  |

| 1962 | 1968 | 1975 | 1982  | 1990  | 1999  | 2006  | 2008  | 2013  |
| ---- | ---- | ---- | ----- | ----- | ----- | ----- | ----- | ----- |
| 654  | 662  | 888  | 1 135 | 1 249 | 1 403 | 1 603 | 1 660 | 1 821 |

| 2018  | 2022  | - | - | - | - | - | - | - |
| ----- | ----- | - | - | - | - | - | - | - |
| 2 048 | 2 164 | - | - | - | - | - | - | - |

## Culture locale et patrimoine

### Lieux et monuments

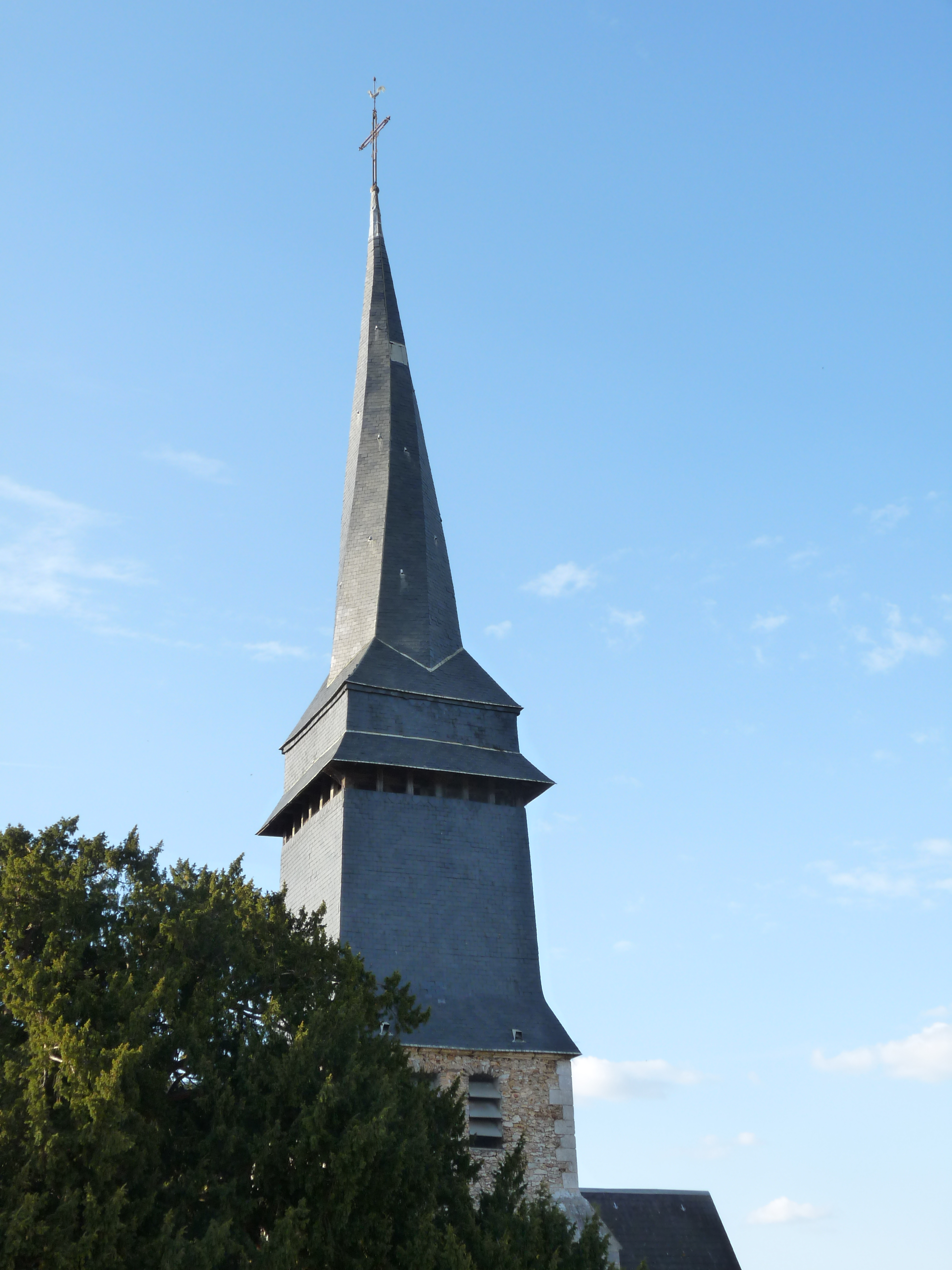
Clocher tors.

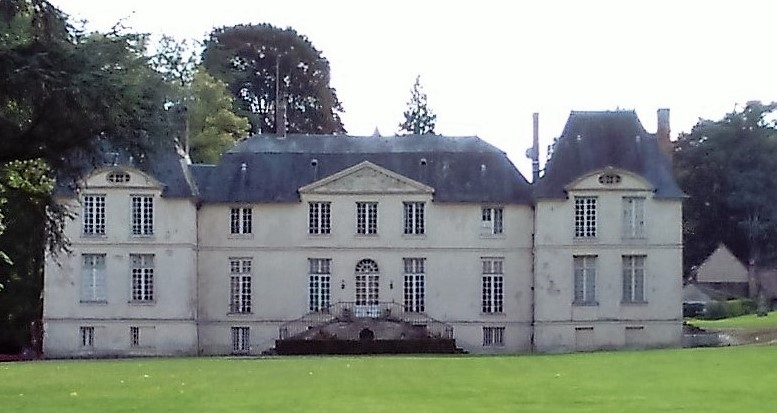
Jeufosse.

La commune de Saint-Aubin-sur-Gaillon possède de nombreux édifices de valeur historique.
- Thermes et petits temples gallo-romains exhumés au début du XXe siècle par A.-G. Poulain[37],[38],[26]. Le site archéologique figure sur la carte IGN, à l'ouest de l'église Saint-Aubin, aux Motelles.
- Château de Couvicourt, construit par l'architecte Joseph-Abel Couture,  Inscrit MH (2015)[39],[40]. Le philosophe et archéologue Félix Ravaisson (1813-1900) en a été propriétaire[41], tandis que Gilbert Cesbron, y ayant passé son enfance, en a fait le cadre de son roman La Tradition Fontquernie (1947)[41].
- Église Saint-Aubin : elle possède un clocher tors, recouvert d'ardoise, à base carrée, qui devient octogonal et tourne de gauche à droite d'1/8e de tour. Son unique cloche (1833) se prénomme « Charlotte ».
- Château de Jeufosse[42]. Chapelle dédiée à saint André où a été baptisé l'honorable comte Amédée Joseph Alexandre de Laniepce de Jeufosse (11 janvier 1785-9 janvier 1846), promu officier de la Légion d'honneur en 1829[43].
- Château des Rotoirs[44], fin XVIIe siècle - début XIXe siècle - raison sociale Château de Saint-Aubin - Occupé en leur temps par Jules Janin ou le comte Alexandre de Marenches.
- Château de Beauchêne, XVIIe siècle[45],[46] rénové.
- Lavoir.

### Patrimoine naturel
- Bois communal de Brillehaut, depuis juin 2005, s’étendant sur une superficie d'environ 190 hectares.

### Personnalités liées à la commune

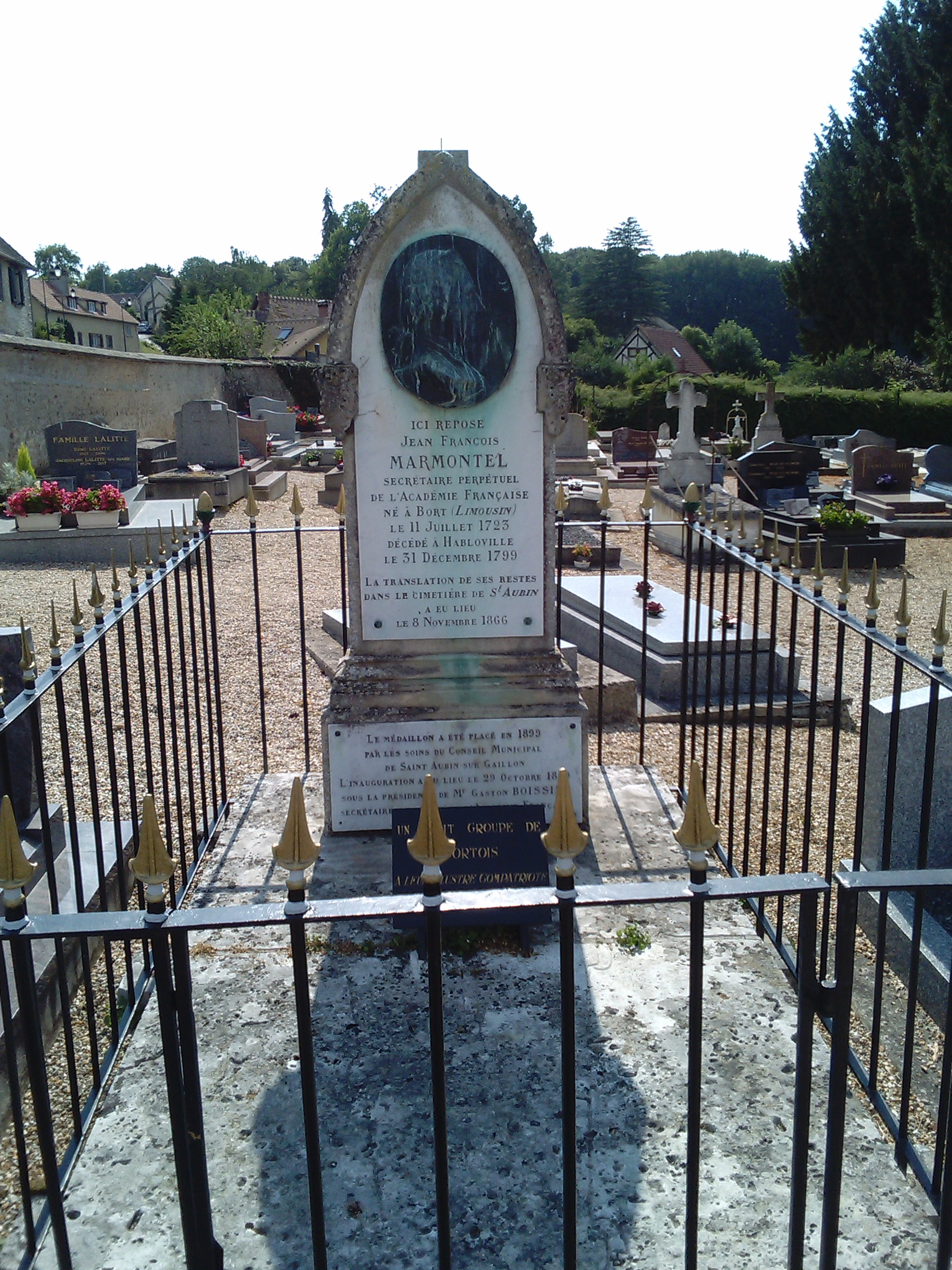
Tombe de Marmontel.

- Jean-François Marmontel, écrivain du siècle des Lumières y meurt en 1799 au hameau d'Habloville où il vivait depuis 1792 fuyant la Révolution à laquelle il était hostile. En 1797, comme il fréquentait madame Bayon, épouse de Victor Louis, il commet une pièce de vers lors d'une fête donnée (probablement) dans les salons de la chartreuse d'Aubevoye. Ses cendres sont translatées dans le cimetière de l'église Saint-Aubin en 1866.
- Auguste Humbert Louis de La Tour du Pin Chambly de la Charce (1835-), né au château des Rotoirs, officier de marine, commandeur de la Légion d'honneur[47] (ses père et mère - née Cécile du Bosc - et témoins étant au château de Radepont).
- Maurice Vautier (1901-1979), mort à  Saint-Aubin-sur-Gaillon, athlète international du  saut à la perche, plusieurs fois champion de France et ayant détenu le record national de cette discipline.
- Julien Courbet, journaliste, animateur-producteur de télévision et de radio français, y possède une résidence.